# Israel ben Eliezer
Rabin Israel ben Eliezer, začetnik hasidijske skupine Judov, katera spada v kategorijo pravovernih sekt v judovstvo, * 27. avgust 1698, † 18. julij 1760. 
Znan je tudi pod imenom »Ba'al Shem Tov«.

O njegovem življenju je na voljo malo informacij, odraščal pa naj bi v osiromašeni družini. Ko je ostal sirota, je zanj skrbela judovska skupnost, že kot otrok pa naj bi kazal velik interes za naravo in duhovnost.
1. ↑  Jewish Currents, Jewish currents — 1946. — ISSN 0021-6399
2. ↑  Singer I. The Jewish encyclopedia: A descriptive record of the history, religion, literature, and customs of the Jewish people from the earliest times to the present day. — NYC, London: Funk & Wagnalls.
3. ↑  Gran Enciclopèdia Catalana — Grup Enciclopèdia, 1968.